# Alatir (folyó)
Az Alatir (oroszul: Алатырь, csuvas nyelven Улатăр, erza nyelven Ратор) folyó Oroszország európai részén, a Nyizsnyij Novgorod-i területen, Mordvinföldön és Csuvasföldön; a Szura bal oldali mellékfolyója.

## Földrajz
Hossza: 296 km, vízgyűjtő területe: 11 200 km².
A Nyizsnyij Novgorod-i terület Pervomajszki járásában, Mordvinföld határa közelében ered. A Volgamenti-hátság északi részén folyik kelet felé. Alsó folyásán kb. 25 km-en át Csuvasföldön halad és Alatir város mellett ömlik a Szurába.
Síkvidéki folyó. Bal partja erdővel borított terület, jobb partján (Madajevo falutól lefelé) az erdők szinte teljesen elmaradnak. Novembertől április elejéig jég borítja. 
Legnagyobb, jobb oldali mellékfolyója az Inszar (168 km).

## Települések a folyó mentén
Partjain számos kisebb-nagyobb település található. Közülük a legnagyobb
- Mordvinföldön Ardatov város, az azonos nevű járás székhelye; Turgenyevo városi jellegű település; és az Icsalki járás székhelye, Kemlja.
- Csuvasföldön a köztársaság második legnagyobb városa, Alatir.